# بلا وودا (پروکوپیه)
بلا وودا (به صربی: Bela Voda) یک منطقهٔ مسکونی در صربستان است که در صربستان واقع شده‌است. بلا وودا ۲۰۷ نفر جمعیت دارد.